# Rhythmen
Rhythmen ist der Titel eines Gemäldes, das die russische Künstlerin Marianne von Werefkin malte. Das Werk gehört zum Bestand einer Privatsammlung.

## Technik, Maße und Datierung
Bei dem Gemälde handelt es sich um eine Temperamalerei auf Karton, 58 × 75 cm im Breitformat. Die vorausgegangene farbige Gouache   befindet sich in der Fondazione Marianne Werefkin in Ascona in dem Skizzenbuch a/21. Dieses Skizzenbuch hat die Künstlerin mit dem Datum „1910“ bezeichnet.

## Ikonografie
Im Hintergrund des Gemäldes ist ein Abschnitt der Bayerischen Alpen dargestellt. Zwei Berge, deren Gipfel vom oberen Bildrand links und rechts angeschnitten sind, geben den Blick auf eine in der Ferne sich erhebende Bergkette frei. Dessen kurz unterhalb des oberen Bildrandes liegende Gebirgskamm weist an seinen Nordhängen große Schneefelder auf. Demnach handelt es sich bei dieser Darstellung um die Frühsommerzeit, in der das erste Gras der Wiesen geschnitten- und als Ernte, die sogen. Heumahd, eingebracht wird. Vor den genannten beiden hohen Bergen befindet sich eine weitere, flachere Bergkette. Links im mittleren Bildfeld nimmt sie ihren Anfang, um in hügeliger Form nach rechts oben beständig anzusteigen.

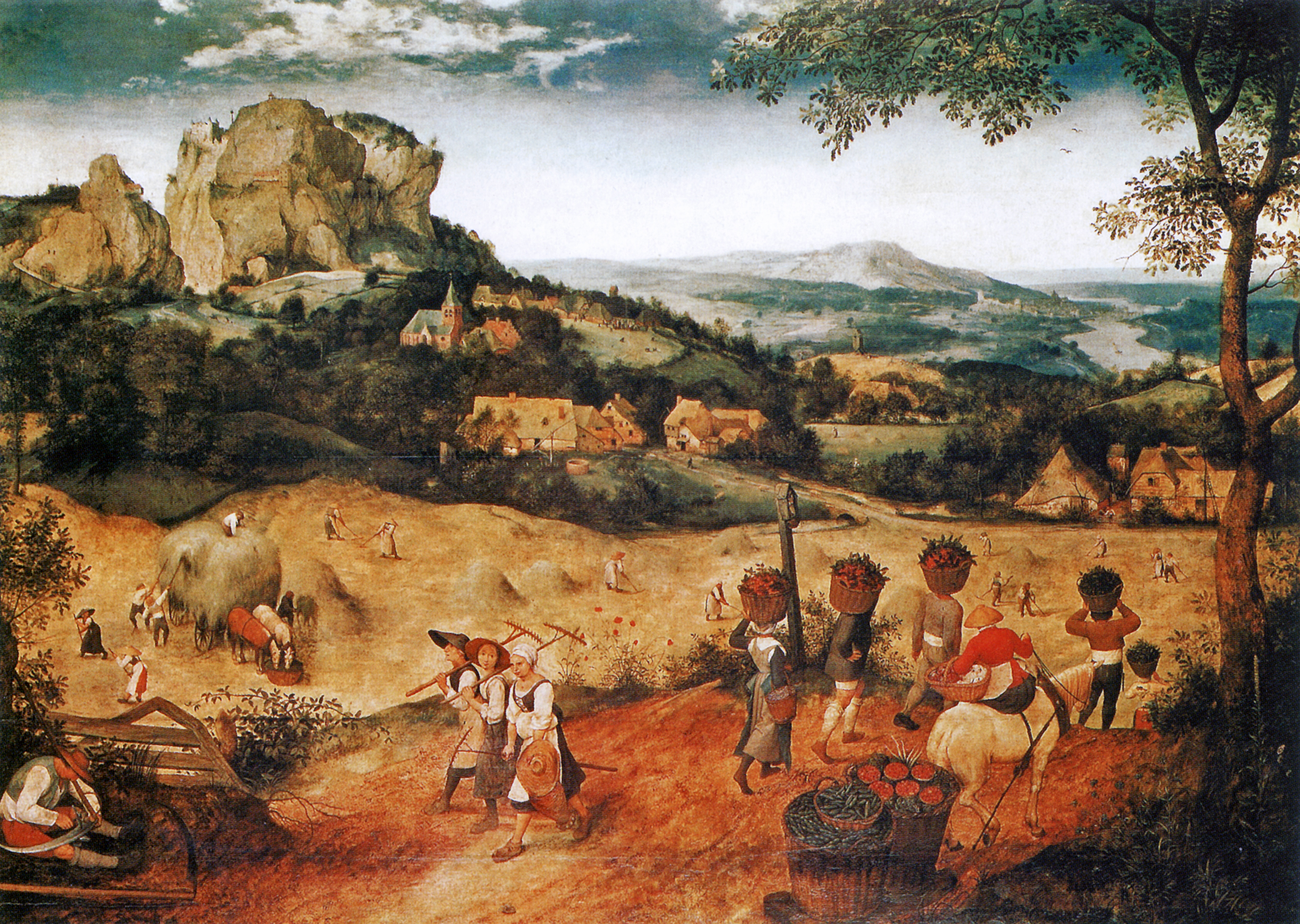
Pieter Bruegel der Ältere, Die Heuernte, 1565

Die untere Bildhälfte von Rhythmen zeigt ein großes, baumloses Wiesengelände, das bereits mit gedengelten Sensen gemäht wurde. Im Vordergrund sind vier schlanke Bauersfrauen oder Mägde damit beschäftigt, das bereits getrocknete Gras mit Rechen zusammen zu harken, damit es als Heu in eine Scheune transportiert werden kann. Möglicherweise handelt es sich bei dem Gebäude um jene fensterlose, aus Holz erbaute Scheune, die an das Wohngebäude links im Bild einseitig angebaut wurde. Letzteres ist aus Stein, weiß verputzt und verfügt über drei Fenster ohne Fensterläden. Beide Gebäude haben ein gemeinsames rotes Ziegeldach mit einem Dreiecksgiebel. In der Ferne, rechts im Bild, ist ein ähnliches Gebäude auszumachen.
Die gleichförmige Aktivität der Frauen mit dem charakteristischen Geräusch der Rechenarbeit, beobachtete die Pianistin Werefkin sichtlich mit großem Interesse und veranlasste sie zu dem lautmalerischen Titel für ihr Bild: „Rhythmen“. Durch die Ausrichtung der Rechenstiele nach links, ist diese Arbeit mit gleichförmigen Bewegungen auch optisch angezeigt. 
Drei der Frauen sind als Rückenfiguren dargestellt. Sie bewegen sich vorwärts in das Bild hinein, während die Frau links, en face die gleiche Arbeit rückwärtsgehend ausübt. Alle vier Frauen sind uniform gekleidet mit weißem Kopftuch, dunkelblauer Bluse mit Dreiviertelärmeln, blauem Rock und graublauer Schürze.

## Der Aufkleber auf der Rückseite des Bildes

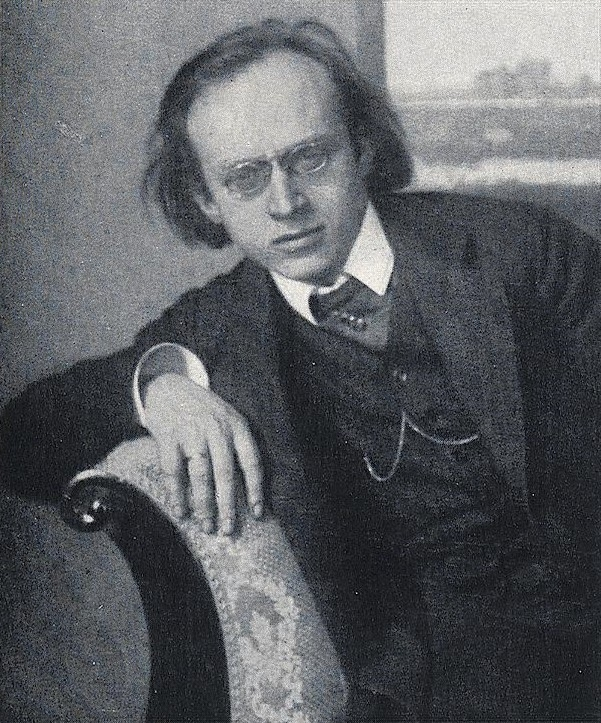
Herwarth Walden (1910)

Ein Aufkleber auf der Rückseite des Bildes trägt die Bezeichnung „Der Sturm“. Mehrfach hat Werefkin in der „Sturm-Galerie“ ausgestellt, die von Herwarth Walden geleitet wurde. 1913 stellte Werefkin bei ihm besagtes Gemälde Rhythmen – neben zwei weiteren Bildern aus, nämlich Am Ende der Welt und Herbstidyll.